# Novopillea, Krîvîi Rih
Novopillea (în ucraineană Новопілля) este localitatea de reședință a comunei Novopillea din raionul Krîvîi Rih, regiunea Dnipropetrovsk, Ucraina.

## Demografie
Componența lingvistică a localității Novopillea
     Ucraineană (87,05%)
     Rusă (12,46%)
     Alte limbi (0,25%)
Conform recensământului din 2001, majoritatea populației localității Novopillea era vorbitoare de ucraineană (87,05%), existând în minoritate și vorbitori de rusă (12,46%).